# Абдулай Туре
Абдулай Туре (фр. Abdoulaye Touré, нар. 3 березня 1994, Нант) — французький футболіст гвінейського походження, півзахисник «Гавра».
Виступав за юнацькі збірні Франції.

## Клубна кар'єра
Народився 3 березня 1994 року в Нанті. З 2006 року займався футболом в академії «Нанта», з 2012 року почав залучатися до його другої команди, а наступного року дебютував в іграх за головну команду клубу. Регулярно отримувати ігровий час в головній команді «Нанта» почав із сезону 2016/17, а з наступного сезону вже став стабільним гравцем її основного складу.
31 серпня 2021 року за 3,5 мільйона євро перейшов до італійського «Дженоа», з яким уклав чотирирічний контракт. Мав проблеми з потраплянням до основного складу нової команди і за пів року був відданий в оренду до турецького клубу «Фатіх Карагюмрюк». Повернувшись з оренди до генуезької команди, яка на той момент грала у другому італійському дивізіоні, протягом наступного сезону лише тричі виходив у її складі в різних турнірах.
Влітку 2023 року повернувся на батьківщину, ставши гравцем «Гавра».

## Виступи за збірні
2011 року дебютував у складі юнацької збірної Франції (U-17), загалом на юнацькому рівні взяв участь у п'яти іграх.

## Статистика виступів

### Статистика клубних виступів
Станом на 27 липня 2023
| Сезон              | Команда            | Чемпіонат          | Чемпіонат | Чемпіонат | Національний кубок | Національний кубок | Національний кубок | Континентальні кубки | Континентальні кубки | Континентальні кубки | Інші змагання | Інші змагання | Інші змагання | Усього | Усього |
| Сезон              | Команда            | Ліга               | Ігор      | Голів     | Ліга               | Ігор               | Голів              | Ліга                 | Ігор                 | Голів                | Ліга          | Ігор          | Голів         | Ігор   | Голів  |
| ------------------ | ------------------ | ------------------ | --------- | --------- | ------------------ | ------------------ | ------------------ | -------------------- | -------------------- | -------------------- | ------------- | ------------- | ------------- | ------ | ------ |
| 2012–13            | «Нант»             | Л2                 | 1         | 0         | КФ                 | 0                  | 0                  | -                    | -                    | -                    | -             | -             | -             | 1      | 0      |
| 2013–14            | «Нант»             | Л1                 | 1         | 0         | КФ                 | 0                  | 0                  | -                    | -                    | -                    | КЛ            | 0             | 0             | 1      | 0      |
| 2014–15            | «Пуаре-сюр-Ві»     | НЧ                 | 11        | 1         | КФ                 | 1                  | 0                  | -                    | -                    | -                    | -             | -             | -             | 12     | 1      |
| 2015–16            | «Нант»             | Л1                 | 4         | 0         | КФ                 | 1                  | 0                  | -                    | -                    | -                    | -             | -             | -             | 5      | 0      |
| 2016–17            | «Нант»             | Л1                 | 12        | 0         | КФ                 | 2                  | 0                  | -                    | -                    | -                    | КЛ            | 2             | 0             | 16     | 0      |
| 2017–18            | «Нант»             | Л1                 | 36        | 1         | КФ                 | 2                  | 0                  | -                    | -                    | -                    | -             | -             | -             | 38     | 1      |
| 2018–19            | «Нант»             | Л1                 | 34        | 3         | КФ                 | 5                  | 0                  | -                    | -                    | -                    | КЛ            | 2             | 0             | 41     | 3      |
| 2019–20            | «Нант»             | Л1                 | 27        | 3         | КФ                 | 2                  | 0                  | -                    | -                    | -                    | КЛ            | 1             | 0             | 30     | 3      |
| 2020–21            | «Нант»             | Л1                 | 29        | 2         | КФ                 | 1                  | 0                  | -                    | -                    | -                    | -             | -             | -             | 30     | 2      |
| Усього за «Нант»   | Усього за «Нант»   | Усього за «Нант»   | 144       | 9         |                    | 13                 | 0                  |                      | -                    | -                    |               | 5             | 0             | 162    | 9      |
| 2021-січ.2022      | «Дженоа»           | A                  | 8         | 0         | КІ                 | 1                  | 0                  | -                    | -                    | -                    | -             | -             | -             | 9      | 0      |
| січ.-черв. 2022    | «Фатіх Карагюмрюк» | СЛ                 | 10        | 0         | CT                 | 2                  | 0                  | -                    | -                    | -                    | -             | -             | -             | 12     | 0      |
| 2022–23            | «Дженоа»           | B                  | 2         | 0         | КІ                 | 1                  | 0                  | -                    | -                    | -                    | -             | -             | -             | 3      | 0      |
| Усього за «Дженоа» | Усього за «Дженоа» | Усього за «Дженоа» | 10        | 0         |                    | 2                  | 0                  |                      | -                    | -                    |               | -             | -             | 12     | 0      |
| Усього за кар'єру  | Усього за кар'єру  | Усього за кар'єру  | 175       | 10        |                    | 18                 | 0                  |                      | -                    | -                    |               | 5             | 0             | 198    | 10     |